# John G. Lake

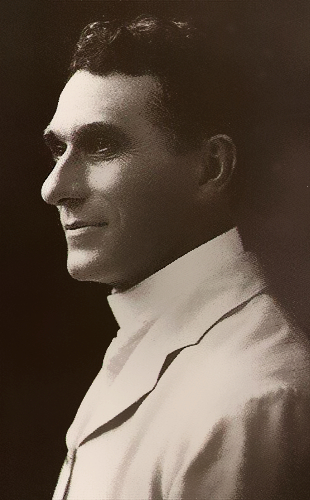
John G Lake

John Graham Lake (* 18. März 1870 in West Perth Township, Ontario, Kanada; † 16. September 1935 in Spokane, Washington, USA) war ein kanadischer Geschäftsmann, Heilungsevangelist und Missionar, sowie Gründer der Apostolic Faith Mission of South Africa in Johannesburg und der Healing Rooms in Spokane.

## Leben
John Graham Lake wurde 1870 im West Perth Township, Ontario geboren und wuchs in Sault Ste. Marie, Michigan als eines von 16 Kindern auf, wobei acht frühzeitig starben. 1886 nahm er bei der Heilsarmee den christlichen Glauben an, später erklärt ihm ein Farmer die Bedeutung der Heiligung. 1891 besuchte er die Methodist School of Ministry in Chicago, und er soll in einer methodistischen Gemeinde in Peshtigo, Wisconsin, ordiniert worden sein, wandte sich allerdings einem anderen Berufszweig zu und wurde in der Zeitungs- und Immobilienbranche tätig. Er gab die Zeitung The Harvey Citizien in Illinois heraus.
Am 5. Februar 1893 heiratete er Jennie Stephens († 1908), und sie hatten zusammen sieben Kinder. Bald erkrankte sie an Tuberkulose und einem Herzleiden. Aufgrund der als unheilbar geltenden  Krankheit seiner Frau suchte Lake mit seiner Familie den Geistheiler John Alexander Dowie in seinen Heilungshäusern in Chicago auf. Nachdem das Gebet Dowies eine Genesung bewirkt haben soll, schloss sich Lake dessen Kirche an und zog 1901 in die von ihm gegründete Stadt Zion City, Illinois, wo er bis 1904 als Bauleiter arbeitete. Hier erlebte er den Erfolg und Niedergang des Theokraten Dowie. 1904 kehrte er nach Chicago zurück, um als Geschäftsmann tätig zu sein. Nachdem Charles Fox Parham im September 1906 in Zion City evangelisiert und die neue Pfingstlehre verbreitet hatte, schloss sich Lake der Bewegung an und soll 1907 bei Thomas Hezmalhalch († 1934) die Taufe mit dem Heiligen Geist empfangen haben. Gemeinsam mit F. F. Bosworth besuchte er die Azusa Street in Los Angeles, von wo aus die Pfingstbewegung im Jahr zuvor ihren Anfang genommen hatte.
Fortan traten Lake und Bosworth aber getrennt agierend als pfingstlerische Heilungsevangelisten auf und beteten wie einst Dowie für viele der kranken Zuhörer.
Seinem inneren Drang zur missionarischen Tätigkeit folgend, verkaufte Lake 1907 seinen Besitz und reiste 1908 gemeinsam mit seiner Familie und seinem Freund Thomas Hezmalhalch  nach Südafrika, wo die Kirche Dowies bereits eine Niederlassung hatte. In Johannesburg konnte er durch eine Frau namens C. L. Goodenough vermittelt eine Predigervertretung übernehmen, die viele Zulus anzog und erweckliche Aufbrüche auslöste. Er gründete zuerst den Apostolic Tabernacle mit etwa hundert angeschlossenen Gemeinden, 1912 die Apostolic Faith Mission und die Zion Christian Church.
Seine Frau starb am 22. Dezember 1908 infolge Unterernährung und Erschöpfung, ihre gemeinsamen Kinder waren vernachlässigt. 1909 kehrte Lake nach Amerika zurück, um Mitarbeiter zu gewinnen und Geldmittel zu beschaffen. 1910 reiste er erneut nach Südafrika, aber sein Freund Hezmalhalch trennte sich von ihm. Nach einer überaus erfolgreichen Missionsarbeit kehrte Lake 1913 von Johannesburg in die USA zurück. Die von ihm gegründete Zionskirche hatte nun 625 Gemeinden, 1.250 Prediger und etwa 100.000 Mitglieder. In Milwaukee heiratete er Florence Switzer in zweiter Ehe, mit der er fünf Kinder hatte.
In Spokane, im Nordwesten der USA, eröffnete er 1915 der Glaubensheilung dienende Healing Rooms, wohin er nach mehreren Umzügen nach Portland, Oregon und Houston, Texas zu seinem Lebensende zurückkehrte. In diesen Jahren wurde er auch von dem späteren Pfingstpastor James Gordon Lindsay in seinem Dienst unterstützt und konnte nochmals vierzig Gemeinden in Nordamerika gründen. 1935 erlitt er einen Schlaganfall und starb am 16. September.
Sein Werk, ebenso wie die 1999 neu eröffneten „Healing Rooms Ministries“ in Spokane, wird heute von der international tätigen Organisation John G. Lake Ministries fortgesetzt, die in 68 Ländern tätig ist.